# Lorenza
Lorenza  è un nome proprio di persona italiano femminile.

## Varianti
- Femminili: Laurenza[1], Laurenzia[1]
  - Alterati: Lorenzina[1], Laurentina[1], Lorentina[1], Loris[5]
  - Ipocoristici: Lora, Enza, Renza[1], Zina
- Maschili: Lorenzo[1][2]

### Varianti in altre lingue
- Francese: Laurence[3][4]
- Inglese: Laurentia[4], Laurencia[4], Laurencina[4], Laurentina[4], Lauren[3], Laryn[3], Laurena[3], Laurencia[3], Lauryn[3], Loren[3], Lorena[3]
- Latino: Laurentia[1][3]
- Portoghese: Lourença[3]
- Spagnolo: Laurencia[3], Lorenza[3]

## Origine e diffusione
È la forma femminile di Lorenzo, derivante dal latino Laurentius, che significa "abitante di Laurentum"; popolarmente, è associato spesso al latino laurus ("alloro"), termine dal quale potrebbe derivare peraltro il toponimo di Laurentum.
Va notato che la forma Laurence è usata al femminile in francese, ma al maschile in inglese. La variante inglese Lauren, originariamente maschile, si diffuse al femminile grazie all'attrice Lauren Bacall che la usò come pseudonimo; da tale forma si sono sviluppate diverser altre varianti spesso omografe con altri nomi, fra cui Loren (che può essere anche un ipocoristico del maschile Laurence) e Lorena (che coincide anche col ben più diffuso nome italiano Lorena, di origine del tutto diversa).
La forma Loris, solitamente maschile, è usata talvolta al femminile in quanto considerata ambigenere.

## Onomastico
L'onomastico si può festeggiare l'8 ottobre in memoria di santa Lorenza, una schiava di Ancona che convertì la propria padrona Palazia al cristianesimo, martirizzata sotto Diocleziano (ma spesso viene posto il 10 agosto, in memoria di san Lorenzo). Con questo nome si ricorda inoltre una beata, Lorenza Harasymiv, religiosa delle suore di San Giuseppe, martire a Charsk (Siberia), commemorata il 26 agosto.

## Persone

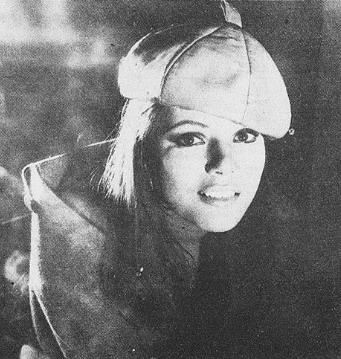
Lorenza Guerrieri

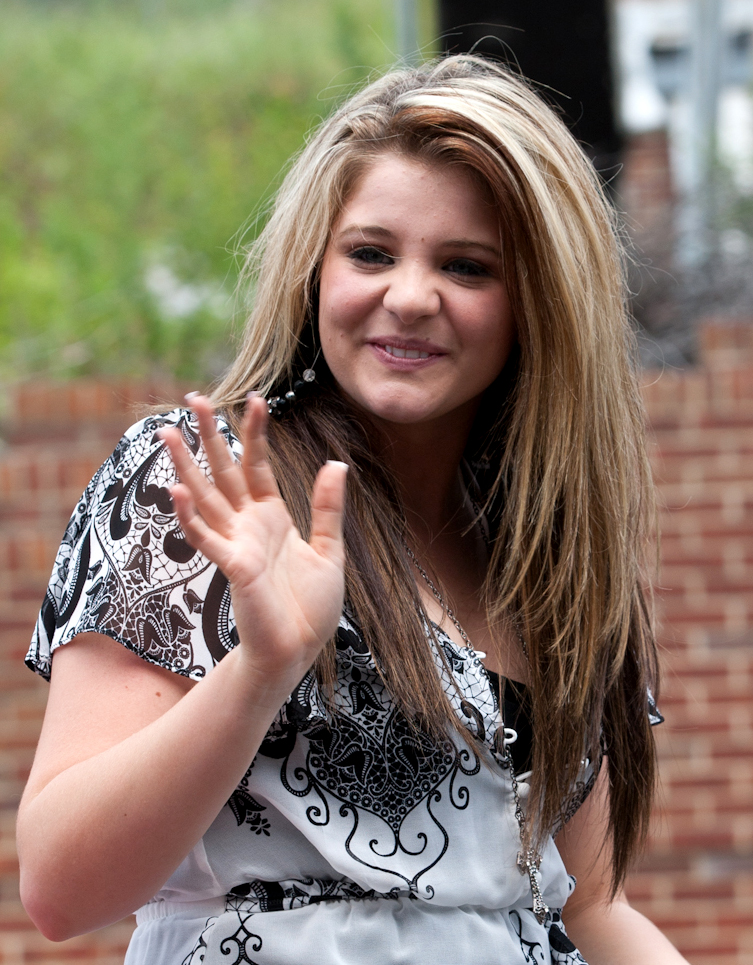
Lauren Alaina

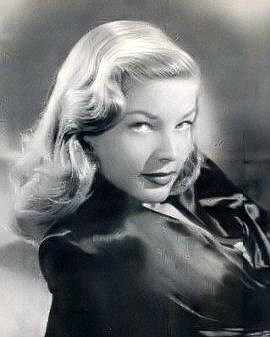
Lauren Bacall

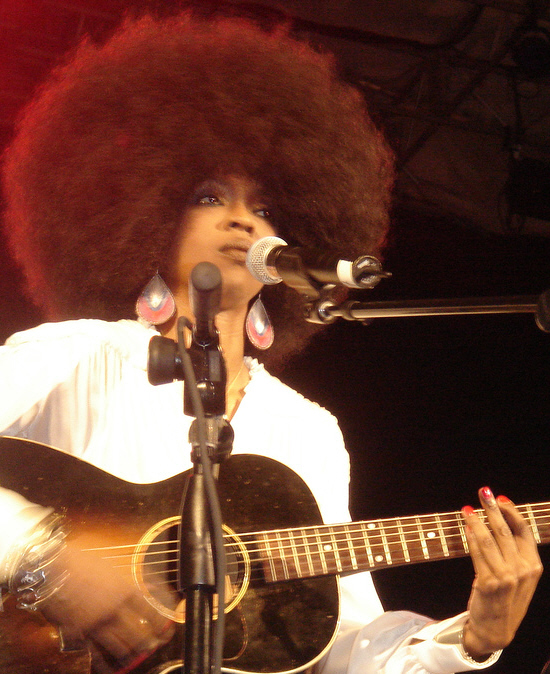
Lauryn Hill

- Lorenza Arnetoli, ex cestista italiana
- Lorenza Biella, doppiatrice italiana
- Lorenza Ghinelli, scrittrice italiana
- Lorenza Guerrieri, attrice italiana
- Lorenza Indovina, attrice italiana
- Lorenza Lei, dirigente pubblica italiana
- Lorenza Mario, ballerina italiana
- Lorenza Mazzetti, scrittrice e regista italiana
- Lorenza Vigarani, ex nuotatrice italiana

### Variante Laurence
- Laurence Bidaud, giocatrice di curling svizzera
- Laurence Borremans, modella belga
- Laurence Cossé, scrittrice francese
- Laurence de Monaghan, attrice e avvocato francese
- Laurence Ferreira Barbosa, regista e sceneggiatrice francese
- Laurence Leboeuf, attrice canadese
- Laurence Leboucher, biker, ciclocrossista e ciclista su strada francese
- Laurence Modaine-Cessac, schermitrice francese
- Laurence Owen, pattinatrice artistica su ghiaccio statunitense
- Laurence Van Malderen, cestista belga

### Variante Lauren
- Lauren Alaina, cantante statunitense
- Lauren Bacall, attrice statunitense
- Lauren Bennett, cantante, ballerina e modella inglese
- Lauren Cohan, attrice, modella, sceneggiatrice e produttrice cinematografica statunitense
- Lauren Collins, attrice canadese
- Lauren Faust, animatrice statunitense
- Lauren Graham, attrice e produttrice televisiva statunitense
- Lauren Harris, cantante inglese
- Lauren Holly, attrice statunitense
- Lauren Jackson, cestista statunitense
- Lauren Jauregui, cantante statunitense
- Lauren Tom, attrice e doppiatrice statunitense

### Variante Lauryn
- Lauryn Hill, cantautrice, pianista, chitarrista e attrice statunitense
- Lauryn Williams, atleta statunitense

## Il nome nelle arti
- Lauren Reed è un personaggio della serie televisiva Alias.
- Lorenza Alfieri, personaggio della serie televisiva Ho sposato uno sbirro.